# Idiops curvipes
Espèce
Synonymes
- Acanthodon curvipes Thorell, 1899

Idiops curvipes est une espèce d'araignées mygalomorphes de la famille des Idiopidae.

## Distribution
Cette espèce est endémique du Cameroun.

## Publication originale
- Thorell, 1899 : Araneae Camerunenses (Africae occidentalis) quas anno 1891 collegerunt Cel. Dr Y. Sjöstedt aliique. Bihang till Kongliga Svenska vetenskaps-akademiens handlingar, vol. 25, no 1, p. 1-105.